# Уппсальская астрономическая обсерватория
Уппсальская астрономическая обсерватория — астрономическая обсерватория, основанная в 1741 году в городе Уппсала, лен Уппсала, Швеция. Принадлежит Уппсальскому университету. Является старейшей астрономической обсерваторией в Швеции.

## Руководители обсерватории
- 1741—1744 — Цельсий, Андерс — основатель обсерватории
- 1843—1874 — Ангстрем, Андерс Йонас
- 1959 — 19?? — Хольмберг, Эрик Бертиль

## История обсерватории
Обсерватория была основана в 1741 году при Уппсальском университете. В 18 веке в обсерватории работал Андерс Цельсий и он построил первый астрономический павильон в 1741 году. Цельсий смог уговорить университетскую консисторию купить большой каменный средневековый дом в Центральной Уппсале. На крыше данного здания была обустроена астрономическая обсерватория. Цельсий жил и работал в данном здании. Данная обсерватория использовалась до постройки новой обсерватории в 1853 году, которая сейчас известна как «старая обсерватория». Здание до сих пор строит на прежнем месте, а вот сама обсерватория была снесена в 1857 году. В 19 веке Андерс Йонас Ангстрем был хранителем обсерватории и проводит в ней свои эксперименты в области астрономии, физики и оптики. Его сын, Кнут Ангстрем, также в обсерватории проводил исследования по солнечной радиации. В 2000 году обсерватория была объединена с Институтом космической физики для формирования Кафедры астрономии и физики космоса и переехала в Ангстрем лаборатории. С 1948 по 2004 года филиалом Уппсальской обсерватории являлась Обсерватория Квистаберг, а также есть Южная Уппсальская станция, расположенная с 1956 по 1980 года в обсерватории Маунт-Стромло, а с 1980 года на территории обсерватории Сайдинг-Спринг.

## Инструменты обсерватории
- 9-дюймовый рефрактор (D = 24.4 cm, f = 4.33 m) — первый крупный астрономический инструмент обсерватории (1860 год)
- Двойной рефрактор: визуальная труба (D = 36 cm) и фотографическая (D = 33 cm), обе имели фокус (f/15) (1892 год) — «Старая обсерватория»
- Тройной астрограф Цейсс (D = 15 cm, D = 15 cm и D = 16 cm; f = 1.5 m) (1914 год)
- 40.6-см Кассегрен + ПЗС-камера
- Меридианный инструмент Репсольда (1881 год)

## Направления исследований
- Звездные параллаксы
- Звездная статистика
- Галактическая структура
- Внегалактическая астрономия
- Звездные атмосферы
- Исследования Солнечной системы

## Основные достижения
- Участие в составлении каталога NGC
- Обнаружение водорода на Солнце (1862 год)
- Создание Уппсальского общего каталога галактик
- К.-И. Лагерквист открыл 131 астероид и 2 кометы
- Проведение двух обзоров в сотрудничестве с Германский центр авиации и космонавтики: en:Uppsala-DLR Trojan Survey и Уппсала-DLR астероидный обзор.
- Основным инструментом который сейчас открывает кометы и околоземные астероиды в южном полушарии является 0,6-м телескоп Шмидта, работающий в Обзоре Сайдинг-Спринг и принадлежавший ранее Уппсальской астрономической обсерватории
- Астероидный и кометный обзор Уппсала-ESO

## Известные сотрудники
- Ангстрем, Кнут Юхан
- Шарлье, Карл
- Линдблад, Бертиль
- Лундмарк, Кнут Эмиль
- sv:Yngve Öhman
- Цейпель, Хуго фон
- sv:Gunnar Malmquist
- Хольмберг, Эрик Бертиль
- sv:Bengt Westerlund
- К.-И. Лагерквист

## Адрес обсерватории
- Дом Цельсия — с 1741 по 1857 год
- Старая обсерватория — с 1852 по 1970-е года
- Обсерватория Квистаберг — с 1948 по 2004 года
- Ангстрема Лаборатории — с 2004 года